# Мадагаскар (фільм)
Мадагаскар (англ. Madagascar) —  це повнометражний анімаційний фільм 2005 року студії DreamWorks Animation. Мультфільм знятий режисерами Еріком Дарнеллом і Томом Мак-Гратом за оригінальним сюжетом, що був написаний сценаристом Марком Бертоном.
Станом на 2015 рік «Мадагаскар» перебуває на 29-му місці в списку найкасовіших мультфільмів.

## Сюжет
Живуть в нью-йоркському зоопарку самозакоханий лев Алекс, мрійливий зебра Марті, веселий гіпопотам Глорія й вічно хворий жираф Мелман. Вони задоволені всім і навіть не уявляють життя за його межами. Але одного разу, зустрівши компанію пінгвінів — Шкіпера, Ковальські, Рядового і Ріко — Марті охоплює бажання повернутися на волю. Він тікає. Інші звірі вирішили розшукати Марті й повернути в зоопарк або хоча б послідувати за ним в інше місце, але всю компанію спіймали в Центральному вокзалі Нью-Йорка.
Після цього випадку звірів вирішили відправити до Кенії на кораблі. Однак пінгвіни захопили корабель і відправилися на ньому в Антарктиду. При цьому ящики, в яких знаходилися тварини, впали в море, і їх прибило до берегів Мадагаскару. Спочатку звірі вважають, що потрапили в зоопарк Сан-Дієго, але, зустрівши місцевих лемурів, яких Алекс випадково врятував від фос, друзі дізнаються, що вони опинилися на волі, і що людей поблизу немає.
Марті задоволений, що потрапив на волю, а звиклий до комфорту лев Алекс хоче повернутися в Нью-Йорк. Тоді лемури укладають з ними угоду: Алекс охороняє їх від фос, а вони, своєю чергою, забезпечують мандрівникам комфорт і турботу. Але Алекс — хижак, і він не може жити без м'яса. Дика природа починає брати верх над розумом Алекса, через те він намагається зловити Марті, але йому це не вдається. Лев тікає далеко в джунглі, щоб нікому не нашкодити. Марті, а потім Глорія і Мелман, вирушають у ліс на пошуки Алекса, але на них нападають фоси. Друзям вдалося прогнати фос, але потрібно втамувати голод Алекса. У цей час пінгвіни спрямували свій корабель до Мадагаскару. Тут вони добувають Алексу рибу замість м'яса. Марті, Алекс, Мелман і Глорія, сівши на викрадений раніше пінгвінами корабель, хочуть повернутися до Нью-Йорка. Однак пінгвіни під час своєї подорожі витратили все паливо.

## Ролі озвучили
| Актор              | Роль       | Тварина       |
| ------------------ | ---------- | ------------- |
| Бен Стіллер        | Алекс      | лев           |
| Кріс Рок           | Марті      | зебра         |
| Джада Пінкетт Сміт | Глорія     | бегемот       |
| Девід Швіммер      | Мелман     | жирафа        |
| Саша Барон Коен    | Джуліан    | котячий лемур |
| Седрік Кайлс       | Моріс      | ай-ай         |
| Енді Ріхтер        | Морт       | мишиний лемур |
| Том МакГрат        | Шкіпер     | пінгвін       |
| Кріс Міллер        | Ковальські | пінгвін       |
| Джеффрі Катценберг | Ріко       | пінгвін       |
| Крістофер Найтс    | Рядовий    | пінгвін       |
| Конрад Вернон      | Мейсон     | шимпанзе      |

## Український дубляж
Мультфільм дубльовано студією «Так Треба Продакшн» на замовлення національного онлайн-кінотеатру «Sweet.tv» у 2020 році.
- Режисерка дубляжу — Олена Бліннікова
- Звукорежисери — Андрій Єршов, Ярослав Зелінський, Олександр Кривов'яз, Дмитро Бойко

### Ролі дублювали
- Андрій Соболєв — Алекс, лев
- Дмитро Терещук — Марті, зебра
- В'ячеслав Скорик — Мелман, жираф
- Руслана Писанка — Глорія, гіпопотам
- Павло Скороходько — Джуліан, король лемурів
- Юрій Кудрявець — Моріс, помічник Джуліана
- Павло Лі — Рядовий/поліцейський у Нью-Йорку
- Віктор Андрієнко — пінгвін Шкіпер
- Олег Стальчук — пінгвін-офіцер Ковальські
- Володимир Терещук — шимпанзе Мейсон/кінь поліцейського
- Ярослав Кайда — Морт
- Варвара Кошова — Павучок
- Тетяна Руда — репортерка
- Олександр Шевчук — диктор

## Українське закадрове озвучення

### Багатоголосе закадрове озвучення телекомпанії«Новий канал»(2008)
Ролі озвучували:
- Андрій Самінін — Алекс, Шкіпер, Мейсон, Моріс, кінь поліцейського, епізоди
- Дмитро Терещук — Марті, Мелман, Король Джуліан, Ковальські, Рядовий, епізоди
- Ірина Ткаленко — Глорія, Морт, Старенька Нана, репортерка, Павучок, епізоди

### Багатоголосе закадрове озвучення студії«Так Треба Продакшн»на замовлення телекомпанії«Інтер»(2011)
Ролі озвучували:
- Дмитро Терещук — Алекс, Король Джуліан, Ковальські, Рядовий (частина реплік), епізоди
- Анатолій Пашнін — Марті, Рядовий (частина реплік), поліцейський у Нью-Йорку, епізоди
- Володимир Терещук — Мелман, Шкіпер, Мейсон, Моріс, кінь поліцейського, епізоди
- Олена Бліннікова — Глорія, Морт, Старенька Нана, репортерка, Павучок, епізоди

## Цікавинки
- Знімальний майданчик відвідав президент Мадагаскару, який активно цікавився тим, як же покажуть його рідну державу мультиплікатори. За його сприяння в картині були використані образи тварин, які мешкають тільки на цьому острові, наприклад, лемури, яких вподобали глядачі.

- На самому Мадагаскарі мультфільм був довгий час забороненим через подібність «самопроголошеного короля лемурів» із багатьма державними діячами, які прийшли до влади в результаті переворотів.

- Для фільму був розроблений 61 оригінальний персонаж, з них 12 лемурів. Автори довго думали, як же назвати своїх героїв, імена придумувалися в найрізноманітніших ситуаціях, наприклад, Мелман зобов'язаний своїм ім'ям консультанту-розробнику картини Пітеру Мелману.

- Спочатку сюжет фільму розповідав про групу активістів, які звільняють тварин з кліток.

- Мадонна, Дженніфер Лопес і Гвен Стефані брались до уваги під час пошуку актора на роль Глорії. Але врешті-решт роль отримала Джада Пінкетт-Сміт.
- Сцена, де Нірвана будить Алекса, є посиланням на гру від Valve Half-Life: «Прокиньтеся, містер Алекс (Фрімен), пробудіться й співайте».
- В епізоді з трюками Алекса добре видно, що у підлозі сцени є вентилятор, а в подальших частинах його немає.
- В епізоді, де Алекс будує Статую Свободи на Мадагаскарі, на ній знаходиться волейбольний м'яч Wilson, такий само, як у кінофільмі «Ізгой».
- Сцена, що зображає мрії Алекса про м'ясо, — це відсилання до фільму «Краса по-американськи», в якому головному героєві сняться пелюстки троянд.
- Епізод з руйнуванням Статуї Свободи на Мадагаскарі є відсиланням до фільму «Планета мавп». У ньому статуя також наполовину стирчить над землею.
- Житлом лемурів є літак Локхід Електра. Саме на літаку такої моделі Амелія Ергарт намагалася здійснити навколосвітній політ і зникла безвісти в центральній частині Тихого океану.
- В оригінальній (англійськомовній) версії, коли на Мадагаскарі Алекс і Марті біжать один на одного для радісних обіймів, але потім Алекс впадає в гнів, згадавши, що вони потрапили на острів через Марті, зебра, тікаючи, каже «Oh, Sugar Honey Ice Tea». Якщо скласти перші літери, починаючи зі слова «Sugar», то вийде слово «Shit» (англ. «Чорт!»). В української версії Марті тут говорить «Ох, щоб я луснув!».
- Неологізм «мі-мі-мі» став популярним після виходу мультфільму «Мадагаскар».
- Популярною також стала фраза пінгвінів: «Посміхаємося й махаємо!».
- У мультфільмі є саундтрек, нібито Ганса Циммера «Born Free» (де Марті літає уві сні), насправді це музика написана англійцем Джоном Беррі до фільму 1966 року з назвою «Born free» (Народжена вільною).
- Марті йде вулицями Нью-Йорка й озирається на дівчину. Це точна цитата з фільму «Лихоманка суботнього вечора» (1977).
- В епізоді, де Алекс намагається умовити Марті залишитися в зоопарку і не подаватися на волю, вони обидва голосно наспівують уривок з легендарної пісні Френка Сінатри «New York, New York».
- У жирафа Мелмана є прізвище. В епізоді, де він сидить у труні, жираф вимовляє своє ім'я і прізвище — Мелман Манкевич (сербська?) (англ. Melman Manckevic).
- В епізоді, де лев Алекс сумує за Нью-Йорком на «своїй» половині острова, на написи «HELP» (англ. «Допоможіть!»), спорудженої ним з бамбукових палиць, відвалюється остання буква, так що в підсумку виходить слово «HELL» (англ. «пекло»).
- Фраза жирафа Мелмана: «Я не можу, я просто не можу» — цитата з фільму «Пролітаючи над гніздом зозулі».
- Мелман з'являється в російському серіалі «Серце зірки».
- Лев Алекс і пінгвін Ріко — холерики; зебра Марті, пінгвін Рядовий, король лемурів Джуліан і лемур Морт — сангвініки; жираф Мелман і пінгвін Ковальський — меланхоліки, а бегемотиха Глорія, пінгвін Шкіпер, лемур Моріс, шимпанзе Мейсон i Філ — флегматики.
- У сцені після погоні Алекса за Марті звучить фрагмент відомої мелодії «What a Wonderful World» Луї Армстронга.
- Коли тварини в ящиках падають з корабля, Алекса відносить у зовсім протилежний бік від інших, що неможливо, оскільки ящики повинні були плисти на хвилях в одну сторону.
- В Алекса та його батька родимка на руці подібна до форми повної копії карти Африки. Не вистачає лише Мадагаскару та інших островів, прилеглих до Африки.